# Johann Friedrich Stapfer (Jurist)
Johann Friedrich Stapfer (* 1. September 1800 in Bern; † 26. April 1840 ebenda) war ein Schweizer Politiker und Jurist.

## Leben
Johann Friedrich Stapfer wurde als Sohn des Pfarrers Johann Friedrich Stapfer (* 29. Dezember 1767 in Brugg; † 1840), Professor der Theologie in Bern, und von dessen Ehefrau Elisabeth Katharina Henriette (2. März 1772 in Bern; † unbekannt), Tochter des Hofmeisters in Königsfelden Karl Gross (* 4. Oktober 1745 in Bern; † 7. Oktober 1808 ebenda), geboren. Sein Bruder war Karl Albrecht Stapfer (* 1807 in Brugg; † 1862).
Johann Friedrich Stapfer wurde bis zu seinem 20. Lebensjahr von seinem Vater unterrichtet und erlernte hierbei orientalische Sprachen und Theologie. Um seine Ausbildung zu vervollkommnen, ging er nach Paris zu seinem Onkel Philipp Albert Stapfer, der sich dort als Schweizer Gesandter aufhielt, sowie zu Antoine-Isaac Silvestre de Sacy. Gleichzeitig studierte er an der Pariser Universität Rechtswissenschaften und setzte diese später an der Universität Heidelberg fort.
Nach seiner Rückkehr nach Bern wurde er zweiter Regierungssekretär des Kantons Aargau und später in Bern erster Ratschreiber der Republik.
In Bern war er Mitglied des souveränen Rates, des diplomatischen Rates, des Erziehungs- und des Justizrates sowie des eidgenössischen Staatsrates.